# Katharina Althaus
Katharina Althaus (Oberstdorf, 23 mei 1996) is een Duitse schansspringster. Ze vertegenwoordigde haar vaderland op de Olympische Winterspelen 2014 in Sotsji en de Olympische Winterspelen 2018 in Pyeongchang.

## Carrière
Althaus maakte haar wereldbekerdebuut in december 2011 in Lillehammer, dit was de eerste wereldbekerwedstrijd voor vrouwen. Een maand later scoorde de Duitse in Hinterzarten, in haar tweede wereldbekerwedstrijd, haar eerste wereldbekerpunten. In februari 2012 behaalde ze in Hinzenbach haar eerste toptienklassering in een wereldbekerwedstrijd. Op de wereldkampioenschappen schansspringen 2013 in Val di Fiemme eindigde Althaus als 32e op de normale schans. Tijdens de Olympische Winterspelen van 2014 in Sotsji eindigde de Duitse als 23e op de normale schans.
In Falun nam ze deel aan de wereldkampioenschappen schansspringen 2015. Op dit toernooi eindigde ze als zeventiende op de normale schans, in de gemengde landenwedstrijd behaalde ze samen met Carina Vogt, Richard Freitag en Severin Freund de wereldtitel. In januari 2017 stond Althaus in Sapporo voor de eerste maal in haar carrière op het podium van een wereldbekerwedstrijd. Op 12 februari 2017 boekte de Duitse in Ljubno haar eerste wereldbekerzege. Op de wereldkampioenschappen schansspringen 2017 in Lahti eindigde ze als achtste op de normale schans. Tijdens de Olympische Winterspelen van 2018 in Pyeongchang veroverde Althaus de zilveren medaille op de normale schans.
In Seefeld nam de Duitse deel aan de wereldkampioenschappen schansspringen 2019. Op dit toernooi sleepte ze de zilveren medaille in de wacht op de normale schans. Samen met Juliane Seyfarth, Ramona Straub en Carina Vogt werd ze wereldkampioen in de landenwedstrijd, in de gemengde landenwedstrijd legde ze samen met Markus Eisenbichler, Juliane Seyfarth en Karl Geiger beslag op de wereldtitel.

## Resultaten

### Olympische Spelen
| Jaar | Plaats      | Resultaten |
| ---- | ----------- | ---------- |
| 2014 | Sotsji      | 23e HS106  |
| 2018 | Pyeongchang | HS106      |

### Wereldkampioenschappen
| Jaar | Plaats        | Resultaten                              |
| ---- | ------------- | --------------------------------------- |
| 2013 | Val di Fiemme | 32e HS106                               |
| 2015 | Falun         | 17e HS100 · Gemengd team HS100          |
| 2017 | Lahti         | 8e HS100                                |
| 2019 | Seefeld       | HS109 · Team HS109 · Gemengd team HS109 |

### Wereldbeker
Eindklasseringen
| Seizoen   | Algm   | RAW    |
| --------- | ------ | ------ |
| 2011/2012 | 28e    |        |
| 2012/2013 | 22e    |        |
| 2013/2014 | 13e    |        |
| 2014/2015 | 9e     |        |
| 2015/2016 | 12e    |        |
| 2016/2017 | 4e     |        |
| 2017/2018 | Zilver |        |
| 2018/2019 | Zilver | Zilver |
| 2019/2020 | 5e     | 4e     |

Wereldbekerzeges
| Datum            | Plaats      | Schans |
| ---------------- | ----------- | ------ |
| 12 februari 2017 | Ljubno      | HS95   |
| 2 december 2017  | Lillehammer | HS98   |
| 3 december 2017  | Lillehammer | HS140  |
| 3 maart 2018     | Râșnov      | HS97   |
| 2 december 2018  | Lillehammer | HS140  |
| 15 december 2018 | Prémanon    | HS90   |
| 16 december 2018 | Prémanon    | HS90   |